# Forteresse de Largoët
La forteresse de Largoët, également connue sous le nom de tours d’Elven, est un site médiéval situé à Elven, dans le Morbihan, à 13 km de Vannes. Elle fait l'objet de plusieurs protections au titre des monuments historiques.

## Historique

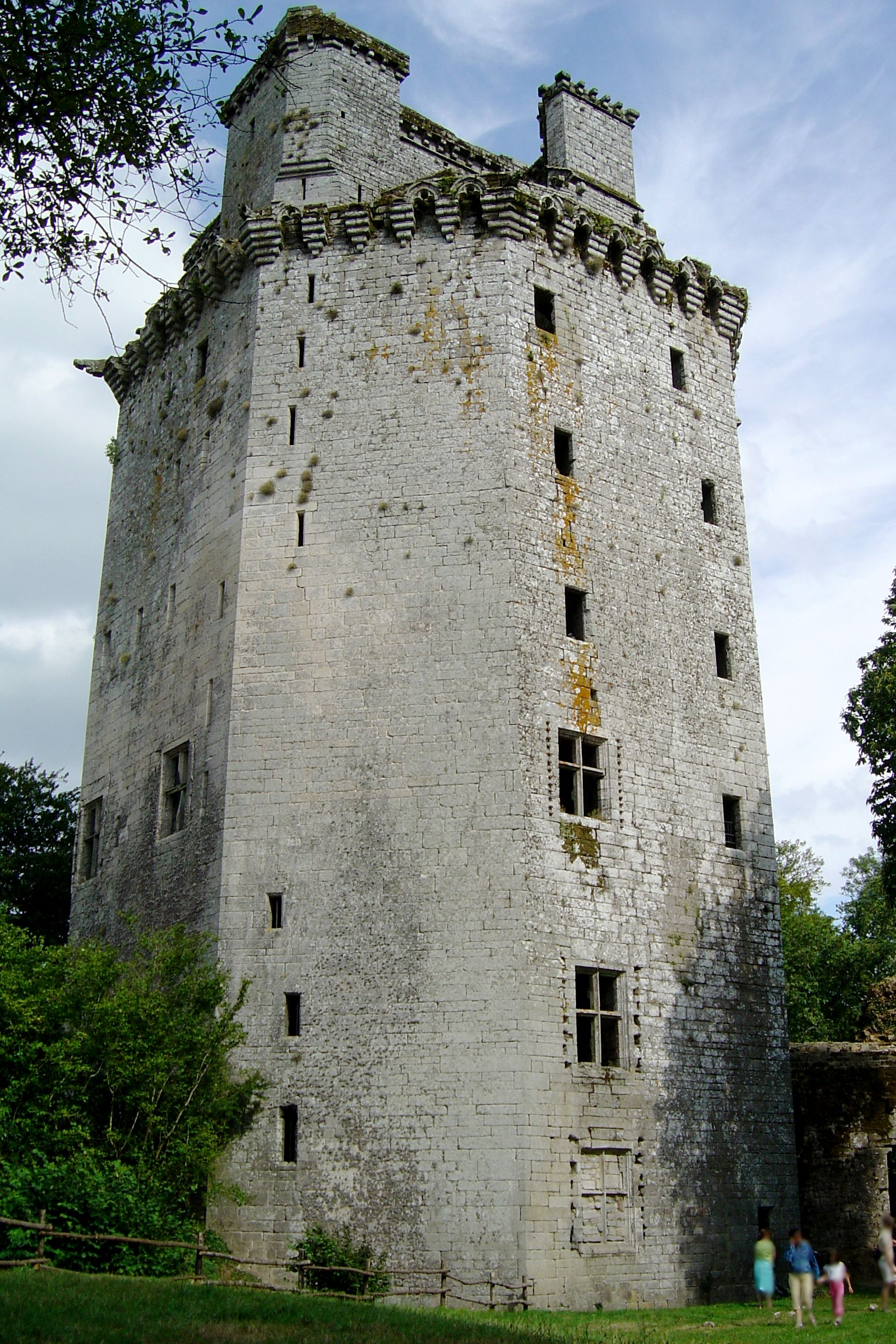
Le donjon octogonal.

Un château est mentionné pour la première fois en 1020, comme possession du seigneur d'Elven Derrien Ier, mais l'édifice que l'on connaît actuellement a été construit entre le XIIIe et le XVe siècle. Le domaine devient la propriété de la famille Malestroit au XIIIe siècle.
Les partis de Blois et de Montfort se le disputent pendant la guerre de Succession de Bretagne. En 1342, les troupes de Charles de Blois le reprennent à Jean de Montfort qui l'avait conquis l'année précédente. Puis la place échoit à la famille des Rieux au XVe siècle. C'est à cette époque (entre 1474 et 1476) que Jean IV, seigneur de Rieux, y retient Henri Tudor, duc de Richmond, futur Henri VII d'Angleterre. En 1490, Charles VIII démantèle le château, mais il est restauré sous l'impulsion d'Anne de Bretagne. La forteresse est en effet une des pointes du triangle rieuxois (trois grandes forteresses Rochefort-Malestroit-Elven). Aux immenses fiefs des Rohan et des Rieux, qui coupent en écharpe la péninsule armoricaine en deux parties égales, les ducs bretons répliquent en verrouillant l'accès aux côtes et en les bloquant à l'est par les forteresses de la Marche de Bretagne, dont les places fortes sont essentiellement Rennes et Nantes.

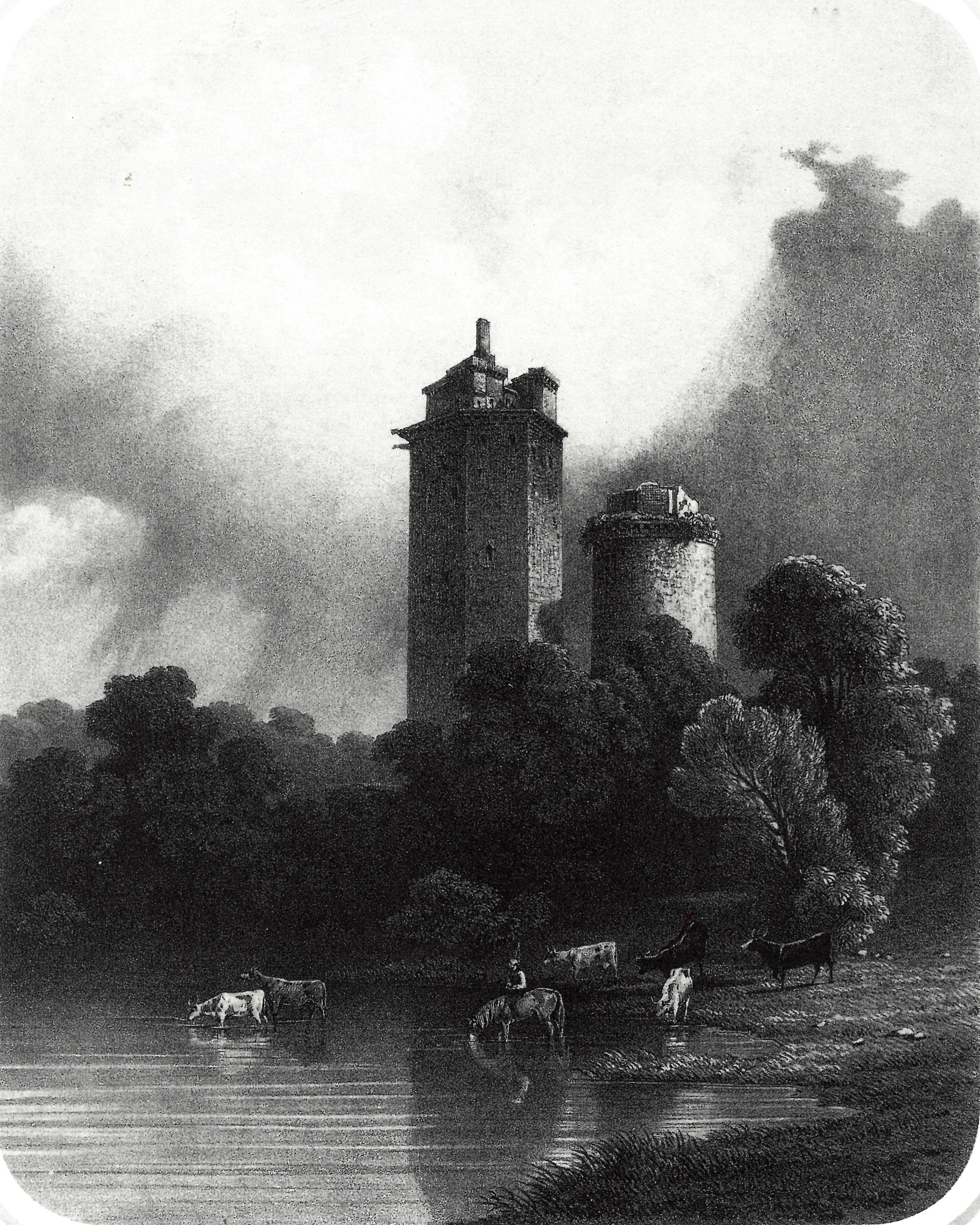
Tour d'Elven, gravure de Thomas Drake, 1860.

Nicolas Fouquet, investissant dans la terre qui rapporte des revenus sûrs, achète à Jean-Emmanuel de Rieux le château et ses 45 000 ha en 1656, et fait ériger en comté en 1660 ses terres de Largoët (en Elven), Trédion et Lanvaux ; après sa mort Largoët est vendu à Michel de Trémeurec et depuis le
château ne s'est jamais vendu, il s'est transmis par alliance à la famille qui le possède aujourd'hui. Le 30 novembre 1799, pendant la chouannerie, la bataille de la Tour d'Elven se déroule aux abords du château. Au XIXe siècle, il est question de détruire Largoët, vu son état de délabrement mais il est sauvé de la démolition grâce à l'action de Prosper Mérimée, qui le fait classer monument historique en 1862. Depuis les années 1970, on a commencé à entreprendre sa restauration.
Dans les années 1980-1990, le site est le lieu d'organisation de spectacles son et lumière qui avaient lieu pendant l'été et qui étaient très réputés dans la région. Les spectateurs prenaient place sur des gradins situés face au lac et contemplaient l'embrasement des deux tours au cours de la reconstitution de contes et de légendes : Lancelot du Lac, Tristan et Iseut… Les Elvinois jouaient les rôles principaux et étaient nombreux à participer en tant que figurants. Un feu d'artifice clôturait chaque représentation. Malheureusement, faute de trésorerie suffisante et d'un respect suffisant des lieux par les comédiens, ces spectacles, organisés par l'Association pour la Renaissance du Château de Largoët (ARCL) cessèrent au milieu des années 1990. En 2002, un spectacle son et lumière en langue bretonne y a été organisé.

## Protection
La tour fait l’objet d’un classement au titre des monuments historiques par la liste de 1862.
L'ensemble des ruines fait l’objet d’un classement au titre des monuments historiques depuis le 11 août 1932.
La basse-cour, les douves, l'étang, la digue de l'étang, les ruines de la chapelle, les façades et toitures de la maison de garde, le portail à double entrée (cochère et piétonne), le puits, les quatre piliers placés au carrefour des deux allées principales du bois, les deux piliers placés à l'entrée du domaine en bordure du chemin rural des Tours d'Elven, et, pour finir, les murs de clôture du domaine font l’objet d’une inscription au titre des monuments historiques depuis le 11 décembre 2000.

## Description

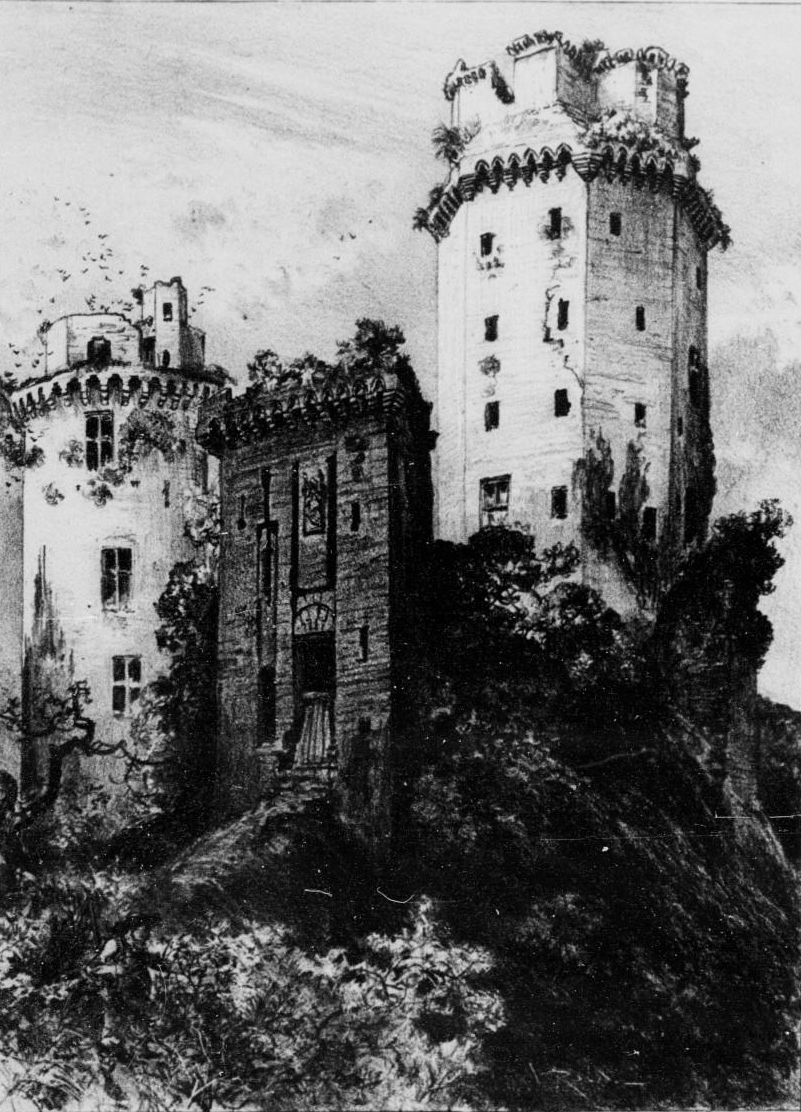
La Tour d'Elven vers 1900 (lithographie d'Albert Robida).

Les ruines de Largoët conservent un aspect imposant, notamment grâce au donjon octogonal de la fin du XIVe siècle. Haut de 45 mètres, il est l'un des plus élevés de France (donjon de Coucy : 54 mètres, Tour de Crest et donjon de Vincennes : 52 mètres). C'était une tour résidence (destinée à l'habitation seigneuriale) qui comportait cinq étages, tous planchéiés. Ses murs sont épais de 6 mètres et dépassent 9 mètres à certains endroits. L'entrée se faisait au rez-de-chaussée par une porte qui était précédée d'un pont-levis enjambant un fossé. Cette porte s'ouvre sur un couloir long de 7 mètres qui traverse toute l'épaisseur du mur et débouche sur une salle d'environ 40 m2. À chacun des étages supérieurs, on retrouvait une salle identique. Au premier étage, on peut encore voir la pièce où séjourna Henri Tudor. L'énorme épaisseur des murs a permis aux bâtisseurs un agencement remarquable des circulations verticale et horizontale : deux escaliers en vis sont pris dans l'épaisseur des murs. L'un, partant du rez-de-chaussée et destiné à l'usage seigneurial et à la réception des visiteurs de marque, dessert tous les niveaux jusqu'au chemin de ronde sommital. Un second escalier à vis, plus étroit, situé dans le mur opposé, à usage plus privatif, part du premier étage et dessert les étages supérieurs. Au troisième étage de la tour maîtresse, on trouve une chapelle, encadrée de deux oratoires, aménagée dans l'épaisseur de la muraille, avec conservé notamment un bénitier et un hagioscope qui permettait de suivre le culte depuis l'un des oratoires. À ce même niveau on peut voir le montant de la cheminée qui ornait la salle centrale.
À chaque niveau, une petite pièce adjacente, aménagée dans la considérable épaisseur des murs, servait de garde-robe ou de cabinet privé. Toujours à chaque niveau, un étroit couloir menait à des latrines dont le conduit de chute est réservé dans l'épaisseur du mur qui est couronné de mâchicoulis bretons à consoles dont les trois faces sont en encorbellement et qui sont reliées par des trèfles découpés dans les arcatures. Le chemin de ronde de la courtine communiquait avec le donjon par une baie percée au premier étage.
Le donjon a servi de décor pour le tournage de films historiques, dont Lancelot du Lac et Chouans.
En plus de cet édifice colossal, on trouve à Largoët :
- une tour ronde de quatre étages, du XVe siècle, percée de canonnières au premier niveau, et surmontée d'un bâtiment hexagonal. Elle a été aménagée au XXe siècle pour en faire un pavillon de chasse ;
- un châtelet du XVe siècle, marquant l'entrée de la forteresse, adossé à une autre construction du XIIIe siècle. Il est couronné d'une ligne de mâchicoulis formés de consoles à cinq encorbellements en quart de rond simple, séparés par une petite baguette et supportant des linteaux ornés de trilobes simulés ; inscrits dans des arcatures brisées ou an anse de panier ;
- les restes de la muraille d'enceinte, des douves asséchées l'été et un étang creusé au début du XXe siècle en remplacement de marécages impénétrables ;
- les ruines d'une construction dénommée « Glacière » qui était destinée à conserver la nourriture ;
- l'entrée d'un souterrain-refuge, au sud de la forteresse, composé de deux salles mais ne possédant aucune autre issue. Il ne s'agirait donc pas de l'entrée du souterrain qui permettait de rejoindre le bourg.

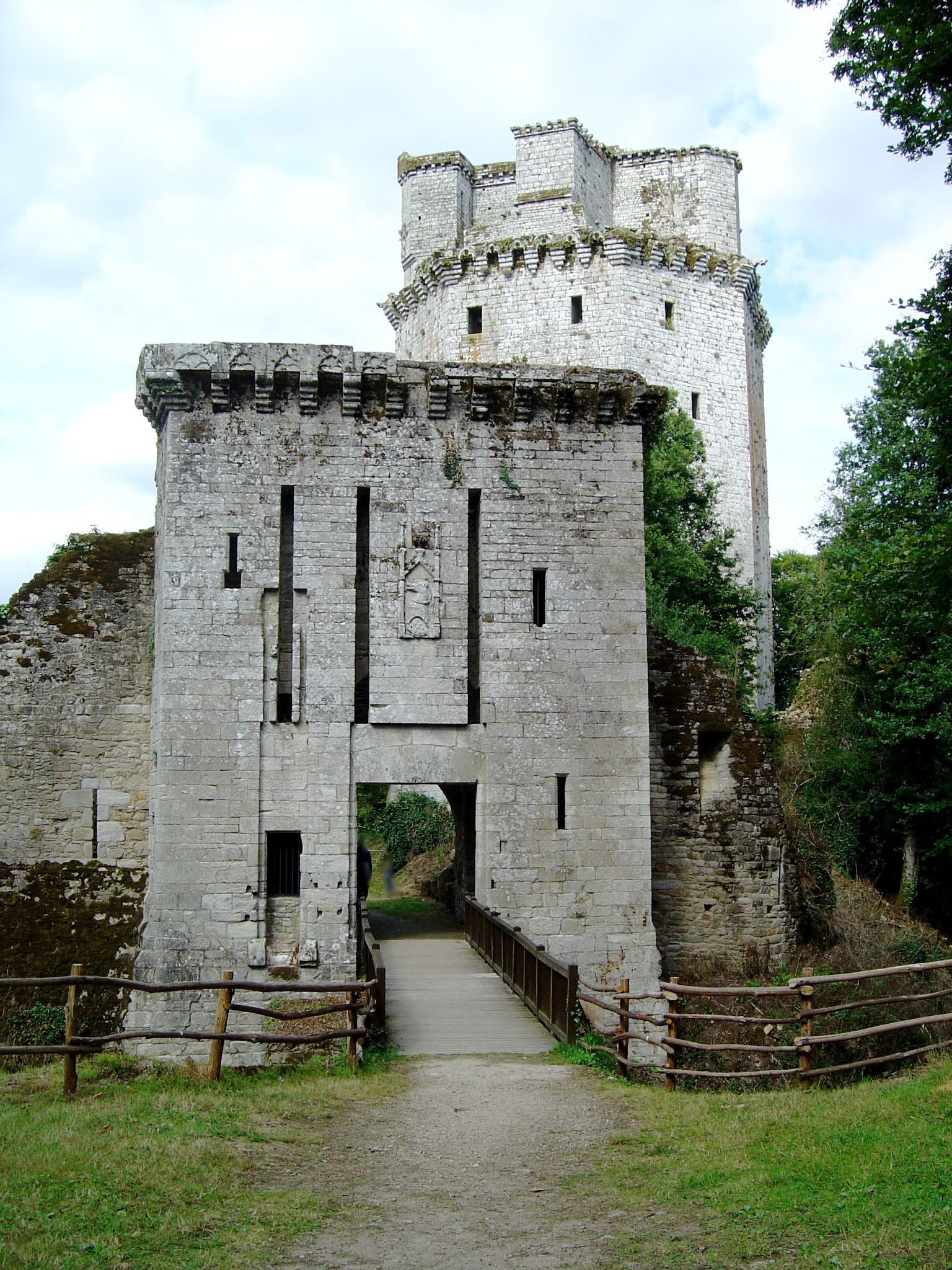
Le châtelet.
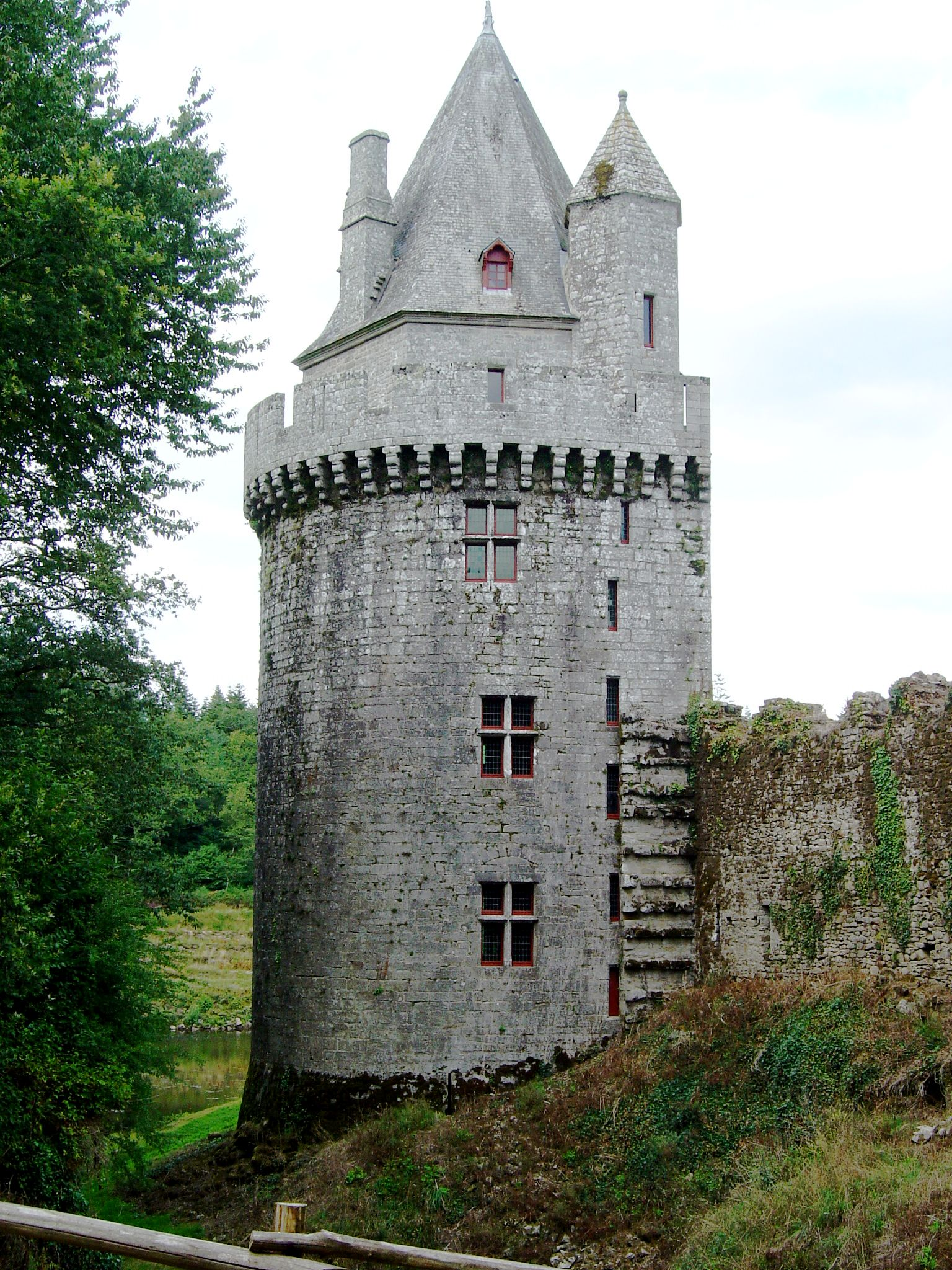
La tour ronde.
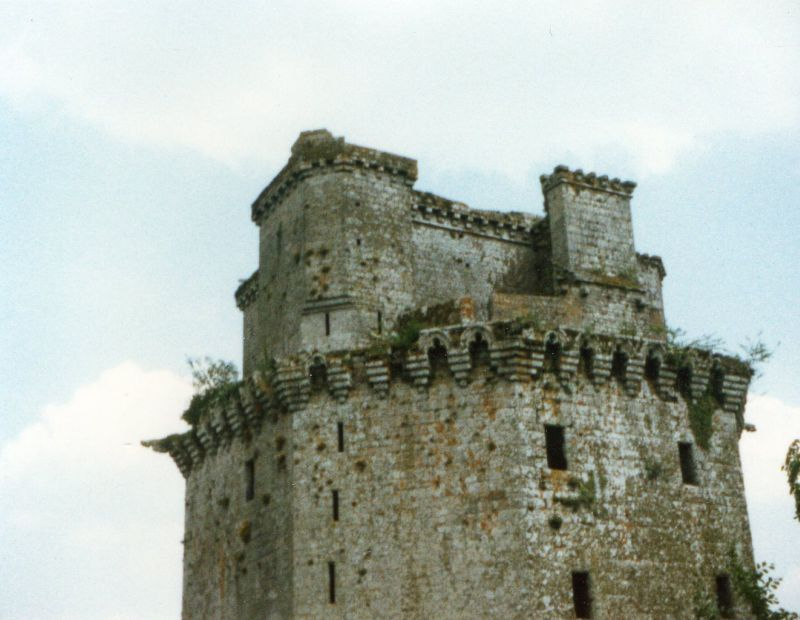
Le haut du donjon.

## Un mystérieux souterrain
La légende dit qu'un souterrain aurait permis autrefois de quitter la forteresse pour gagner le bourg d'Elven, situé à 3 km de là, mais son entrée et son trajet n'ont jamais pu être déterminés. La tradition locale précise qu'il partait du donjon, sans que l'entrée n'ait jamais été localisée. Des travaux dans l'auberge du Lion d'or, dans le centre d'Elven, auraient permis de mettre au jour une galerie mais sans que rien n'ait pu être vérifié quant à la destination finale de cette galerie.

## Largoët dans la littérature et au cinéma
Octave Feuillet utilisa le cadre de la forteresse dans Le Roman d'un jeune homme pauvre en 1858 :

« À peu de distance d'Elven, nous prîmes un chemin de traverse qui nous conduisit sur le sommet d'une colline aride. De là nous aperçûmes distinctement, quoiqu'à une assez grande distance encore, le colosse féodal dominant en face de nous une hauteur boisée. […] J'avais cessé depuis longtemps de voir la tour d'Elven, dont je ne pouvais même plus conjecturer l'emplacement, quand elle se dégagea soudain de la feuillée, et se dressa à deux pas de nous avec la soudaineté d'une apparition. Cette tour n'est point ruinée : elle conserve aujourd'hui toute sa hauteur primitive, qui dépasse cent pieds, et les assises régulières de granit qui en composent le magnifique appareil octogonal lui donnent l'aspect d'un bloc formidable taillé dans par le plus pur ciseau. »

Le site servit de cadre pour le spectacle son et lumière Lancelot du Lac où tous les habitants d'Elven et sa région participaient bénévolement. Cette aventure a duré dix ans avec trois spectacles différents : le premier Lancelot du Lac était mis en scène par Bertrand Fillaud et a nécessité d'énormes travaux d'aménagement car le site était laissé à l'abandon depuis plusieurs années. Le second, Lancelot, chevalier d'Elven a été créé sur les acquis du précédent mais sans l'éclat d'un professionnel ; le dernier, Tristan et Iseult a définitivement clos la page spectacle à Elven.
Au cinéma, le site servit de cadre pour Lancelot du Lac ou Les Chouans ainsi que dans Le Monocle noir de Georges Lautner avec Paul Meurisse en 1961.